# Adolphe van Soust de Borckenfeldt

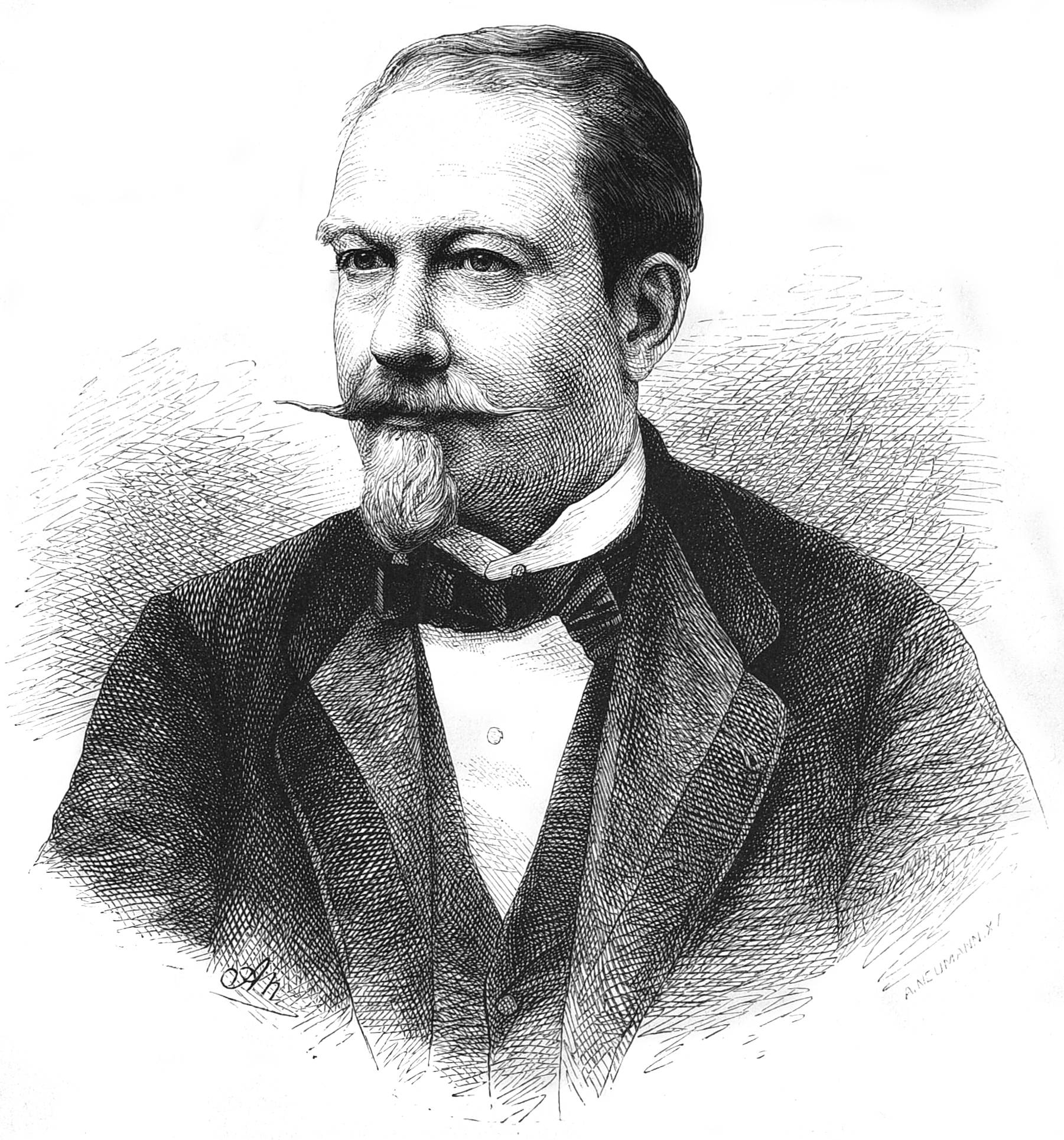
Adolphe van Soust de Borckenfeldt.

Adolphe Ferdinand Joseph van Soust de Borckenfeldt, född den 6 juli 1824 i Bryssel, död där den 23 april 1877, var en belgisk konsthistoriker och skald.
van Soust de Borckenfeldt skrev bland annat Études sur l'état présent de l'art en Belgique (1858) och L'école d'Anvers. Som chef for inrikesministeriets kontor för de sköna konsterna fick han tillfälle att verka för belgiskt konstliv. Också som skald vann han ett namn.